# Michael P. Predmore
Michael Pennock Predmore (Nuevo Brunswick, 1938 - Stanford (California), 23 de diciembre de 2017) fue un hispanista estadounidense, profesor en la Universidad de Stanford, que ha publicado trabajos sobre autores españoles como Juan Ramón Jiménez o Antonio Machado.
Hijo de otro hispanista, Richard Lionel Predmore, es autor de obras como La obra en prosa de Juan Ramón Jiménez (Gredos, 1966), La poesía hermética de Juan Ramón Jiménez: El "Diario" como centro de su mundo poético (Gredos, 1973), Una España joven en la poesía de Antonio Machado (Ínsula, 1981) o el artículo «Madariaga's Debt to Unamuno's "Vida de Don Quijote y Sancho" » (1964), para la revista Hispania, una comparación entre la Guía del lector del Quijote de Salvador de Madariaga y Vida de Don Quijote y Sancho de Miguel de Unamuno, entre otras.